# Teen Top
TEEN TOP (кор. 틴탑) — южнокорейская поп-группа, которая состоит из четырёх участников: Чонджи, Ниэль, Рикки, Чанджо, Компании TOP Media. Группа была образована Энди Ли, участником группы Shinhwa. Первый сингл-альбом «Come into the world» вышел 9 июля 2010, а первое официальное выступление группы состоялось 10 июля 2010 c песней «Clap» на шоу MBC «Show! Music Core».

## Карьера

### Предварительный дебют
Участников TEEN TOP выбирали на открытых прослушиваниях. Впервые группа была показана на программе MTV в декабре 2010.
Участники Рикки и Ниэль в детстве были актёрами. Перед дебютом в Teen TOP они уже снимались в фильмах и участвовали в мюзиклах; они тесно общались с некоторыми звёздами, например: Ли Сора, Со Тхэджи, и Сон Сын Хон. Ниэль дебютировал в клипе «please», и играл младшую роль актёра Джу. Рикки дебютировал в музыкальном видео Со Тэджи, и Сон Сын Хона в «love song». Рикки также был моделью в рекламе CF.

### 2010–2011: Дебют, Roman
Дебют группы официально состоялся 9 июля 2010 года на Шоу MBC! с альбомом «Come into the World» с заглавной песней «Clap». В клипе снималась Lizzy из After School. Группа получила похвалу за живые выступления и хорошие вокальные способности.
13 января 2011 TEEN TOP выступили на М.!COUNTDOWN с их вторым сингл-альбомом «Transform», который был написан Shin Hyuk, соавтором сингла Джастина Бибера One less lonely girl. Текст песни написал и перевëл южнокорейский певец и автор песен Weesung. Оригинальная песня была написана и спета американским певцом R&B и автором песен Редд Stylez. Ремикс на песню «Supa Luv» группы A-rex стал рекламным ходом для американского фильма «Зверобой» в Азии. 
Первый мини-альбом группы «ROMAN» вышел 27 июля 2011 года. Заглавная песня «no more perfume on you» была создана композитором Бан Шин Хëком.

### 2012–2013: It's, aRtisT, No.1 и Class
В январе 2012 года TEEN TOP выпустили свой второй мини-альбом «It's». Brave Brothers спродюсировали все шесть треков. Заглавная песня «Crazy» принесла группе первые награды на шоу KBS Music Bank и SBS Inkigayo и награду «Сингл года» на Golden Disk Awards.
«aRtisT», третий мини-альбом группы , был выпущен 30 мая в цифровом формате с заглавной песней «To You». Физические альбомы были выпущены 4 июня 2012 года. С этим альбомом группа привлекла к себе большое внимание, возглавив основные музыкальные чарты.
В 2013 TEEN TOP провели тур "TEEN TOP SHOW! Live tour in Europe 2013" в поддержку нового альбома «No.1», вышедшего 25 февраля 2013 года.
26 августа 2013 года TEEN TOP выпустили новый мини-альбом «Class». Заглавный песня «Rocking» не только принесла группе три победы на музыкальных шоу, но и стала самой узнаваемой из их репертуара.

### 2014–2016: Тур «High Kick», Exito, Natural Born Teen Top и Red Point
В феврале 2014 года группа провела концерт "High Kick in Seoul" в Seoul Olympic Hall. Затем они отправились в мировой тур «High Kick» по различным странам, таким как США, Канада, Китай, Гонконг, Япония, Россия, Тайвань, и странам Южной Америки.
11 сентября они выпустили свой четвёртый мини-альбом «Exito» с песней «Missing» в качестве заглавного сингла. 
Их 6-й мини-альбом под названием «Natural Born Teen Top» был выпущен 22 июня 2015 года. В тот же день они выпустили клип на заглавную песню «Ah-Ah» — песню, написанную и спродюсированную Black Eyed Pilseung и Сэмом Льюисом. Альбом дебютировал под номером 1 в South Korea Gaon Albums, а также под номером 13 в Bilboard’s World Albums.
4 июля 2015 TEEN TOP провели 5-й Юбилейный концерт в Токио в качестве начала японского тура. 8 августа группа приняла участие в KCON в Нью-Йорке вместе с Girls' Generation и другими айдолами.
17 января 2016 года вышел клип на песню «Warning Sign». На следующий день, 18 января, группа выпустила мини-альбом «Red Point».

### 2017: Уход L.Joe, High Five
В начале 2017 года L.Joe удалил упоминания о группе из своих социальных сетей и сделал свой аккаунт в Instagram закрытым. 10 февраля стало известно, что он потребовал расторжения контракта со своим агентством, TOP Media, после того как L.Joe, как сообщается, захотел больше сольной деятельности и впоследствии был ограничен в ней.
10 апреля 2017 года группа Teen Top выпустила свой второй студийный альбом «High Five» и продолжила продвигать впятером.

### 2018–2020: Seoul Night, DEAR. N9NE и To You 2020
8 мая 2018 года группа выпустила свой восьмой мини-альбом «Seoul Night» с одноимённым заглавным треком. 3 июля 2018 года группа Teen Top выпустила «TEEN TOP STORY: 8PISODE» с заглавной песней «Lovers». Это переиздание их восьмого мини-альбома «Seoul Night».
4 июня 2019 года Teen Top вернулись с девятым мини-альбомом «DEAR. N9NE» с заглавной песней «Run Away».
9 июля 2020 года, в честь 10-летия группы, TEEN TOP объявили, что выпустят новую версию своей песни 2012 года «To You», а также песню для фанатов. "To You 2020" была выпущен на следующий день.

### 2023: Уход C.A.P, 4SHO
3 апреля 2023 года TOP Media поделились информацией о том, что группа положительно рассматривает возможность возвращения группы. 3 мая компания объявила, что группа выпустит новый альбом в июле.
11 мая TOP Media объявили, что участник группы C.A.P покинет TEEN TOP и расторгнет свой эксклюзивный контракт с агентством после обсуждения с участниками скандала вокруг C.A.P. во время прямой трансляции, и что группа будет реорганизована в систему из четырех человек.
4 июля группа вернулась с мини-альбомом «4SHO».
28 декабря 2023 года TOP Media объявили, что участники группы Чонджи и Рики покинут агентство после истечения срока их контрактов. Однако агентство достигло соглашения со всеми четырьмя участниками и заявило, что они продолжат совместную деятельность в качестве TEEN TOP.

## Участники
| Сценический псевдоним | Сценический псевдоним | Настоящее имя  | Настоящее имя | Настоящее имя | Дата рождения | Позиция в группе                             |
| Русский               | Хангыль               | Романизация    | Русский       | Хангыль       | Дата рождения | Позиция в группе                             |
| --------------------- | --------------------- | -------------- | ------------- | ------------- | ------------- | -------------------------------------------- |
| КЭП (C.A.P)           | 캡                    | Bang Min Soo   | Пан Минсу     | 방민수        | 04.11.1992    | Лидер группы, главный репер, бывший участник |
| Чонджи (ChunJi)       | 천지                  | Lee Chan Hee   | Ли Чанхи      | 이찬희        | 05.10.1993    | Ведущий вокалист, вижуал                     |
| Эльджо (L.Joe)        | 엘조                  | Lee Byung Hun  | Ли Бёнхон     | 이병헌        | 23.11.1993    | Главный репер, бывший участник группы        |
| Ниэль (Niel)          | 니엘                  | Ahn Daniel     | Ан Даниэль    | 안다니엘      | 16.08.1994    | Ведущий вокалист, лицо группы                |
| Рикки (Ricky)         | 리키                  | Yoo Chang Hyun | Ю Чханхён     | 유창현        | 27.02.1995    | Ведущий танцор, центр                        |
| Чанджо (ChangJo)      | 창조                  | Choi Jong Hyun | Чхве Джонхён  | 최종현        | 16.11.1995    | Главный танцор, вокалист, макнэ              |

## Дискография
| Студийные альбомы - 2013: No. 1 Мини-альбомы - 2011: Roman - 2012: It’s - 2012: aRtisT - 2013: Teen Top Class - 2014: Éxito - 2015: Natural Born - 2016: Red point - 2017: High Five - 2018: Seoul Night - 2018: TEEN TOP STORY : 8PISODE - 2019: DEAR N9NE - 2023: 4SHO Переиздания - 2013: No. 1 Repackage Special Edition - 2013: Teen Top Class Addition Синглы - 2010: Come into the World - 2011: Transform - 2012: Be Ma Girl Summer Special - 2013: Come into the World: Clap Encore - 2020: «To You 2020» Синглы для промоушена - 2011: Supa Luv A-Rex Remix | Сборник - 2012: Japan First Edition |

## Концерты и туры
- 1-й концерт Teen Top В Японии (2012)
- Teen Top 1-й европейский тур "Teen Top Show!" (2013)
- Концерт Teen Top 1st Asia Tour (2013)
- Летний специальный концерт Teen Top (2013)
- Тур Teen Top Zepp "Fly Hight" (2013)
- 1-й мировой тур Teen Top "High Kick" (2014)
- Концерт, посвященный 5-й годовщине Teen Top (2015)
- 1-й концертный тур Teen Top по США "Red Point" (2016)
- Концерт Teen Top "Поставь своего подростка в топ-7" (2017)
- 2-й тур Teen Top по США "Ночь в США" (2018)
- Европейский тур Teen Top "Party To.N9ne" (2019)
- Онлайн-концерт Teen Top 10 в прямом эфире (2020)